# كاتومبا
كاتومبا هي بلدة، في أستراليا، تقع في نيوساوث ويلز، هي عاصمة City of Blue Mountains ‏، بلغ عدد سكانها 7,964  نسمة وذلك حسب إحصائيات سنة 2016، رمزها البريدي هو 2780.

## المناخ
يظهر الجدول التالي التغييرات المناخية على مدار السنة لكاتومبا:
| البيانات المناخية لـ{{{location}}} | البيانات المناخية لـ{{{location}}} | البيانات المناخية لـ{{{location}}} | البيانات المناخية لـ{{{location}}} | البيانات المناخية لـ{{{location}}} | البيانات المناخية لـ{{{location}}} | البيانات المناخية لـ{{{location}}} | البيانات المناخية لـ{{{location}}} | البيانات المناخية لـ{{{location}}} | البيانات المناخية لـ{{{location}}} | البيانات المناخية لـ{{{location}}} | البيانات المناخية لـ{{{location}}} | البيانات المناخية لـ{{{location}}} | البيانات المناخية لـ{{{location}}} |
| الشهر                              | يناير                              | فبراير                             | مارس                               | أبريل                              | مايو                               | يونيو                              | يوليو                              | أغسطس                              | سبتمبر                             | أكتوبر                             | نوفمبر                             | ديسمبر                             | المعدل السنوي                      |
| ---------------------------------- | ---------------------------------- | ---------------------------------- | ---------------------------------- | ---------------------------------- | ---------------------------------- | ---------------------------------- | ---------------------------------- | ---------------------------------- | ---------------------------------- | ---------------------------------- | ---------------------------------- | ---------------------------------- | ---------------------------------- |
| الدرجة القصوى °م (°ف)              | 36.7 (98.1)                        | 37.7 (99.9)                        | 34.0 (93.2)                        | 29.6 (85.3)                        | 22.9 (73.2)                        | 19.4 (66.9)                        | 18.8 (65.8)                        | 22.0 (71.6)                        | 28.6 (83.5)                        | 31.2 (88.2)                        | 36.0 (96.8)                        | 35.0 (95.0)                        | 37.7 (99.9)                        |
| متوسط درجة الحرارة الكبرى °م (°ف)  | 23.4 (74.1)                        | 22.5 (72.5)                        | 20.4 (68.7)                        | 16.8 (62.2)                        | 13.2 (55.8)                        | 10.1 (50.2)                        | 9.5 (49.1)                         | 11.2 (52.2)                        | 14.6 (58.3)                        | 17.8 (64.0)                        | 20.4 (68.7)                        | 22.5 (72.5)                        | 16.9 (62.4)                        |
| متوسط درجة الحرارة الصغرى °م (°ف)  | 12.9 (55.2)                        | 13.0 (55.4)                        | 11.5 (52.7)                        | 8.8 (47.8)                         | 6.1 (43.0)                         | 3.7 (38.7)                         | 2.6 (36.7)                         | 3.3 (37.9)                         | 5.4 (41.7)                         | 7.8 (46.0)                         | 9.9 (49.8)                         | 11.7 (53.1)                        | 8.0 (46.4)                         |
| أدنى درجة حرارة °م (°ف)            | 4.2 (39.6)                         | 3.9 (39.0)                         | 1.7 (35.1)                         | −0.5 (31.1)                        | −2.8 (27.0)                        | −8.2 (17.2)                        | −5.4 (22.3)                        | −5.6 (21.9)                        | −2.8 (27.0)                        | −1.0 (30.2)                        | −0.1 (31.8)                        | 2.4 (36.3)                         | −8.2 (17.2)                        |
| الهطول مم (إنش)                    | 161.9 (6.37)                       | 175.0 (6.89)                       | 168.6 (6.64)                       | 121.3 (4.78)                       | 99.0 (3.90)                        | 118.9 (4.68)                       | 81.8 (3.22)                        | 78.7 (3.10)                        | 71.1 (2.80)                        | 91.8 (3.61)                        | 109.6 (4.31)                       | 122.4 (4.82)                       | 1٬401٫9 (55.19)                    |
| متوسط الأيام الممطرة               | 13.6                               | 13.2                               | 13.4                               | 10.5                               | 9.5                                | 10.1                               | 9.4                                | 9.4                                | 9.5                                | 10.7                               | 11.8                               | 12.4                               | 133.5                              |
| Average afternoon رطوبة نسبية (%)  | 58                                 | 62                                 | 63                                 | 65                                 | 68                                 | 71                                 | 67                                 | 59                                 | 54                                 | 53                                 | 54                                 | 55                                 | 61                                 |
| المصدر:                            |                                    |                                    |                                    |                                    |                                    |                                    |                                    |                                    |                                    |                                    |                                    |                                    |                                    |

## أعلام
- مود وينفريد شيروود
- أليشا كليفورد
- كايلي فوستر
- ليندا أونيل
- إلينور دارك
- بيل رونالد
- جون ميتكالف
- إيفلين لانغلي
- ديفيد سميث